# Domagoj Duspara
Domagoj Duspara (* 31. Oktober 1987 in Vinkovci) ist ein kroatischer Fußballspieler.

## Karriere
Sein Debüt als Profi gab der mehrfache kroatische Juniorennationalspieler am 1. August 2006 in der Ersten Liga, der zweithöchsten Spielklasse in Österreich. Beim 4:1-Erfolg über den TSV Hartberg wurde er in der 87. Minute für Marko Stankovic eingewechselt.
2007 wechselte er für zwei Jahre nach Zagreb. 2009 folgte sein Wechsel zu Celje, sein Debüt gab er am 24. Oktober 2009 in der Prva Liga, der höchsten Spielklasse in Slowenien. Beim 1:1 gegen ND Gorica spielte er über 90 Minuten. Mit Celje erreichte er das Halbfinale des nationalen Pokals und scheiterte erst an NK Maribor. 2010 wechselte er zum ersten Mal nach Deutschland zum VfB Lübeck. Unter anderem spielte er auch in der 1. Runde im DFB-Pokal bei der 0:2-Niederlage gegen den MSV Duisburg. 2012 verließ er Lübeck in Richtung Österreich. Aber nach nur sechs Monaten beim ASK Kottingbrunn wechselte er im Februar 2013 zum Torgelower SV Greif in die Regionalliga Nordost. Er verließ den Verein im Sommer in Richtung Goslarer SC. Ende August 2013 wurde er zunächst vereinslos, am 4. September 2013 gab Alemannia Aachen die Verpflichtung von Duspara bekannt.
Im Sommer 2015 wechselte er in die Landesliga Mittelrhein zum VfL Vichttal.